# Tratado de Hamadán
El tratado de Hamadán (en turco: Hemedan Antlaşması) fue un tratado de paz entre el Imperio otomano y la dinastía Hotaki firmado el 4 de octubre de 1727 en Hamadán (actual Irán, poniendo fin a la guerra turco-persa de 1722-1727.

## Antecedentes
Durante el declive del Imperio safávida, su rival, el Imperio otomano, y el Imperio ruso sacaron provecho de la situación anexándose grandes porciones de terreno fronterizo. Actuando como legítimo heredero del trono iraní, Ashraf Hotaki reclamó la restitución de los territorios anexados, lo que condujo a la guerra con el Imperio otomano.

## Guerra
Tras reforzar las fortificaciones de Isfahán, Ashraf Kan marchó a enfrentarse a las tropas otomanas, a las que derrotó en Jorramabad, al sur de Hamadán, el 20 de noviembre de 1726. La victoria afgana ante un adversario superior militarmente fue obtenida gracias a la acción de agentes provocadores entre las filas turcas que enfatizaban la fe común suní de turcos y afganos, deplorando la guerra fratricida entre ellos, y abogaban por la alianza contra sus enemigos comunes, los persas herejes. Esta acción redujo la moral de las tropas turcas y la deserción de la caballería kurda.

## Términos del tratado
Los afganos, con insuficientes conocimientos sobre diplomacia o el gobierno de una nación, prefirieron no presionar demasiado. Ashraf abrió las negociaciones con términos favorables al Imperio otomano:
- Soberanía otomana sobre las regiones occidentales y noroccidentales de Irán (incluyendo Tabriz, Hamadán, Kermanshah, Lorestán y la mayor parte del Cáucaso Meridional.
- El reconocimiento oficial de Ashraf Hotaki como Shah de Persia y del Sultán otomano como califa de todos los musulmanes.
- El derecho de Ashraf Hotaki de acuñar moneda.
- El derecho de Ashraf Hotaki de enviar caravanas anuales de peregrinos a La Meca.

## Consecuencias
La mayor parte de los iraníes rechazaba al régimen afgano como usurpadores. Los hotaki vivían sobre grandes disturbios que convertía su implantación del poder en tenue y acababa con las fuerzas del gobierno central basado en Isfahán. Este estado de las cosas pavimentó el camino para el auge del genio militar de Nader Shah.